# Helmuth Karl Bernhard von Moltke
Helmuth Karl Bernhard Graf von Moltke (født 26. oktober 1800, død 24. april 1891) var en preussisk generalfeltmarskal og onkel til Helmuth Johannes Ludwig von Moltke den yngre.

## Biografi
Moltke fødtes i Parchim i hertugdømmet Mecklenborg-Schwerin som søn af generalløjtnant Friedrich Philipp Victor von Moltke (1768-1845) og fik sin første uddannelse som landkadet i København, hvor han i 1818 blev officer. Allerede i 1822 forlod han Danmark og indtrådte som sekondløjtnant i 8. preussiske infanteriregiment.
1828-1831 blev Moltke efter et kursus ved krigsakademiet beskæftiget med topografisk arbejde, og i 1833 indtrådte han i generalstaben.
1835-1839 var han udsendt som rådgiver for det Osmanniske Riges hær beskæftiget med reorganisering og befæstning, og han fulgte hæren i slag.
Efter at være kommet tilbage til Preussen i 1839 kom Moltke igen til generalstaben, hvor han i 1842 blev major, 1851 oberst og 1856 generalmajor. Fra oktober 1857 stod han i spidsen for generalstaben, og i 1859 udnævntes han til generalløjtnant. I denne tjeneste stod han for planlægningen af felttoget mod Danmark (2. Slesvigske Krig i 1864) og deltog selv som generalstabschef.
Moltke kendes især for dygtig planlægning og føring i den den tyske krig mod Østrig i 1866 og den fransk-preussiske krig 1870-1871. Det var krige, som førte til skabelse af det tyske rige. Det gode udfald skyldtes bl.a. den tidlige anvendelse af jernbane og telegraf. Moltke belønnedes i 1871 med udnævnelse til generalfeltmarskal og penge.
I 1888 trak han sig fra tjeneste, og i 1891 døde han i Berlin.

## Forfatterskab
Moltke supplerede som yngre officer sine indtægter med oversættelser og forfatterskab. Hans krigsberetninger kan stadig læses.
Moltke skrev om militærstrategi under indflydelse af Carl von Clausewitz. Hans opfattelse er, at det stedse er vigtigt at holde flere valgmuligheder åbne, eftersom kun krigens begyndelse lader sig planlægge. I konsekvens heraf er det de militære lederes opgave at forberede sig grundigt på enhver hændelse. Hans tanker kan sammenfattes i den kendte sætning "Ingen plan overlever den første kontakt med fjenden" og den knap så kendte "Strategi er et spørgsmål om hensigtsmæssighed".